# Federico Macheda
Federico "Kiko" Macheda (IPA: [ma'kɛːda]) (ur. 22 sierpnia 1991 w Rzymie) – włoski piłkarz grający na pozycji napastnika.

## Kariera
Urodzony w Rzymie, Macheda rozpoczął swoją karierę piłkarską w miejscowym S.S. Lazio. Z powodu zakazu podpisywania kontraktów przez niepełnoletnich zawodników we Włoszech, Federico nie był trwale związany z klubem. Wykorzystał to angielski zespół, Manchester United, podpisując kontrakt juniorski z zawodnikiem, zaraz po jego 16. urodzinach. 16 września 2007 roku, wkrótce po przenosinach rodziny Machedy do Manchesteru, zawodnik dołączył oficjalnie do zespołu, otrzymując 3-letnie stypendium w klubowej Akademii.
Piłkarz od razu po podpisaniu kontraktu dołączył do zespołu Manchesteru do lat 18. Macheda zadebiutował w wygranym 1:0 meczu przeciwko Barnsley, zdobywając zwycięskiego gola. W swoim pierwszym sezonie w klubie został najlepszym strzelcem ligi. Piłkarzowi udało się zadebiutować w zespole rezerw, gdy zmienił w 68. minucie Gerarda Piqué w przegranym 0:2 meczu z Liverpoolem. 12 maja 2008 roku, Macheda otrzymał medal za zwycięstwo w Manchester Senior Cup, zaś w wygranym 2:0 finałowym meczu tych rozgrywek z drużyną Bolton Wanderers zasiadł na ławce rezerwowych.
Macheda podpisał swój pierwszy, profesjonalny kontrakt z Manchesterem United w dniu jego 17. urodzin w sierpniu 2008 roku. W sezonie 2008/2009 piłkarz kontynuował grę w zespole U-18 oraz kilkakrotnie występował w drużynie rezerw. Pod koniec sezonu zawodnik przebił się do składu rezerwowego Manchesteru, zdobywając osiem goli w ośmiu meczach, z czego trzy z meczu przeciwko Newcastle United 30 marca 2009 roku. Ferguson wynagrodził osiągnięcia Machedy powołując go na mecz z Aston Villą w kwietniu 2009 roku. Gdy Manchester United, po godzinie gry przegrywał 2:1, Alex Ferguson wpuścił Machedę za Naniego. W 80. minucie wyrównującego gola strzelił Cristiano Ronaldo, a gola na miarę 3 punktów strzelił właśnie Macheda w 3. minucie doliczonego czasu gry.
Macheda zasiadł na ławce rezerwowych w dwóch kolejnych spotkaniach – w meczu Ligi Mistrzów przeciwko FC Porto i w kolejnym - ligowym spotkaniu z drużyną Sunderlandu. W drugim z tych spotkań Macheda zagrał, zmieniając Dimitara Berbatowa. W 46. sekundzie od pojawienia się na boisku Włoch pokonał bramkarza drużyny przeciwnej, Craiga Gordona po wcześniejszym podaniu kolegi z zespołu, Carricka.
3 kwietnia 2010 strzelił bramkę honorową na 2-1 w meczu ligowym z Chelsea F.C. Był to jego drugi mecz w sezonie 2009/2010 i zarazem pierwszy gol.
2 grudnia Włoch przedłużył kontrakt z Manchesterem United do 2014 roku.

## Statystyki kariery
Stan na 15 lipca 2010
| Zespół            | Sezon     | Liga  | Liga | Puchar | Puchar | Puchar Ligi | Puchar Ligi | Puchary europejskie | Puchary europejskie | Inne  | Inne | Łącznie | Łącznie |
| Zespół            | Sezon     | Mecze | Gole | Mecze  | Gole   | Mecze       | Gole        | Mecze               | Gole                | Mecze | Gole | Mecze   | Gole    |
| ----------------- | --------- | ----- | ---- | ------ | ------ | ----------- | ----------- | ------------------- | ------------------- | ----- | ---- | ------- | ------- |
| Manchester United | 2008/2009 | 4     | 2    | 1      | 0      | 0           | 0           | 0                   | 0                   | 0     | 0    | 5       | 2       |
| Manchester United | 2009/2010 | 5     | 1    | 0      | 0      | 3           | 0           | 2                   | 0                   | 0     | 0    | 10      | 1       |
| Łącznie           | Łącznie   | 9     | 3    | 1      | 0      | 3           | 0           | 2                   | 0                   | 0     | 0    | 15      | 3       |

## Życie prywatne
Macheda mieszka w domu w Sale w Wielkim Manchesterze. Rankiem 12 lipca 2009 roku złodzieje okradli mu dom. Zabrali gotówkę oraz biżuterię, gdy piłkarz znajdował się w mieszkaniu. Jego przyjaciel doznał przy tym urazu głowy.